# خوسيه ماريا كاستيلانو
خوسيه ماريا كاستيلانو (بالغاليسية: Xosé María Castellano Ríos)‏ هو شخصية أعمال واقتصادي إسباني، ولد في 1947 في إسبانيا.